# セオドラ・ティス・エラザス (1983-)
セオドラ・ティス・エラザス・ケ・ザニアス（ギリシア語: Θεοδώρα της Ελλάδας και Δανίας, 1983年6月9日 - ）は、ギリシャの王族の子孫。

## 経歴
元ギリシャ王コンスタンティノス2世とその妃のデンマーク王女アンナ＝マリアの次女（第4子）としてロンドンのパディントンで生まれた。王制が廃止されて9年後の誕生であった。洗礼の代父母はユーゴスラビア元王太子アレクサンダル、元ルーマニア国王ミハイ1世、イギリス女王エリザベス2世、伯母のデンマーク女王マルグレーテ2世が務めた。
1994年から2001年までサリー州にある全寮制の女子寄宿学校ウォルシンガム・スクールで教育を受けた。その後、アメリカ合衆国のノースイースタン大学に2年通った後、4年制のブラウン大学に進み、2006年に人文学位を取得した。大学在学中は「セオドラ・グリース」（英語: Theodora Greece）と名乗っていた。現在はロンドン芸術大学のセントラル・セント・マーチンズ・カレッジ・オブ・アート・アンド・デザインに籍を置いている。
2010年からセオドラ・グリースの名で女優としての活動を開始し、『ザ・ボールド・アンド・ザ・ビューティフル』などに出演している。
2018年11月16日、弁護士のマシュー・クマール（英語: Matthew Kumar）との婚約を発表し、2024年9月28日にアテネの生神女福音大聖堂で結婚式を挙げた。当初の予定は2020年5月だったが、新型コロナウイルスの流行により一時的に無期限延期され、その後2023年1月に再予定したが、父王の崩御により再度無期限延期された。

## 主な出演

### 昼ドラ
- 『スロロック』（2010） - サラ・パーク
- 『ザ・ボールド・アンド・ザ・ビューティフル』(2011-) - アリソン

### 映画
- 『リトルボーイ』（2015） - イライザ